# Karin Rehbock-Zureich
Karin Rehbock-Zureich, geb. Zureich (* 29. November 1946 in Donaueschingen) ist eine deutsche Politikerin der SPD.

## Leben
Nach dem 1966 abgelegten Abitur absolvierte Karin Rehbock-Zureich ein Studium an der Pädagogischen Hochschule Freiburg. Ab 1969 war sie als Lehrerin an Grund- und Hauptschulen tätig. Sie ist verwitwet und hat zwei Kinder.

## Politik
Seit 1978 ist Karin Rehbock-Zureich Mitglied der SPD. 1988 übernahm sie den Ortsvereinsvorsitz in Jestetten, den stellvertretenden Kreisvorsitz in Waldshut und sie ist Mitglied im Landesvorstand der SPD Baden-Württemberg. Innerhalb der SPD-Nebenorganisationen übernahm sie den Kreisvorsitz der Arbeitsgemeinschaft Sozialdemokratischer Frauen (ASF) und ist Mitglied des Landesvorstandes Baden-Württemberg der Sozialdemokratischen Gemeinschaft für Kommunalpolitik.
Auf Kommunaler Ebene ist sie seit 1994 Mitglied des Kreistages.
Sie war seit dem 10. November 1994 für drei Wahlperioden Mitglied des Deutschen Bundestages. Sie wurde über die Landesliste der SPD in Baden-Württemberg gewählt. 2005 verzichtete sie auf eine erneute Kandidatur. Sie war unter anderem stellvertretende Vorsitzende der Arbeitsgruppe Verkehr, Bau- und Wohnungswesen der SPD-Fraktion.

## Mitgliedschaften
Neben ihrem Beruf und der Parlamentarischen Arbeit ist sie Mitglied in der GEW, im BUND, im Verkehrsclub Deutschland (VCD), in Eurosolar, in der Vereinigung Gegen Vergessen – Für Demokratie, in der AWO und in Germanwatch.